# Felix Saves the Day

Felix Saves the Day est un court métrage d'animation américain de Pat Sullivan avec le personnage de Félix le Chat, sorti en février 1922.

## Synopsis
La jeune équipe de base ball « Nifty Nine » et sa petite vedette Willie Brown doivent jouer contre l'équipe de joueurs noirs, les « Tar Heels ». Au cours de l'entrainement de Willie avec le chat Félix, ce dernier envoie la balle très loin. La balle frappe le képi d'un policier, passe à travers un mur, pour atterrir dans la bouche d'un noir qui l'avale. Le policier court après Willie. Le chat les suit. Willie, suivi du policier, grimpe jusqu'au sommet d'une tour. Arrivé jusqu'à la pointe du toit, de contentement, il fait sa « danse sur place » en tournant sur lui-même avec un doigt qui pointe sur sa tête. Un oiseau de passage pond un œuf qui tombe dans la main de Willie. Le gamin le lance sur le policier, qui tombe. Il se relève et appelle à une borne téléphonique. Il demande qu'on envoie un fly cop, c'est-à-dire un détective. Mais c'est un policier qui arrive par la voie des airs (interprétation littérale de fly cop) et, en volant, capture Willie. Ce dernier est jugé et emprisonné. 
Félix cherche une solution en faisant les cent pas. Le jour du match, les spectateurs arrivent au stade en fourmilières et par wagons littéralement « gonflés » de personnes. Félix cherche à savoir le score de son équipe, qui joue sans Willie. Les « Tar Heels » accumulent les points alors que l'équipe de Willie n'en marque aucun. Devant la prison en forme de château, Félix se demande comment entrer. La succession de points d'interrogations qu'il matérialise lui permet de grimper de l'un à l'autre et d'atteindre la fenêtre de la pièce où est emprisonné Willie. Apprenant la défaite à venir de l'équipe, il demande à Félix de le remplacer. Félix prend un taxi pour se rendre plus vite, mais devant le prix de la course, il quitte la voiture pour prendre un train qui l'amène devant le stade. Le chat entre dans le jeu, mais pense que seule la pluie pourra sauver l'équipe.

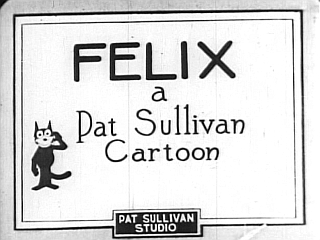
L'intertitre final, qui figure dans la plupart des premiers cartoons de la série.

Après avoir raté les deux premières balles d'essai, Félix envoie la dernière haut dans le ciel. Elle vient heurter dans les nuages la tête de Jupiter Pluvius (un des épithètes de Jupiter), chargé de faire pleuvoir. En colère, il déverse son arrosoir, ce qui se traduit par une pluie torrentielle sur le stade. Tout le monde fuit et le match est reporté. Félix en informe Willie. De joie, tous deux font des entrechats et une courte « danse sur place ». 
Les 35 dernières secondes montrent l'intertitre de fin en train de se créer et où on voit une main qui tient une plume. Félix sort de la plume du dessinateur, mais il lui manque sa queue. Il essaye d'attraper la ligne tracée par le dessinateur mais à chaque fois elle rebondit et sert à écrire une lettre de son nom en majuscule (FELIX). Finalement, Félix met son arrière-train contre la plume pour en extraire une queue, puis prend la pose avec un salut militaire.

## Fiche technique
- Réalisation : Pat Sullivan
- Animation : Otto Messmer
- Production : Margaret J. Winkler
- Société de  production : Pat Sullivan Studios
- Société de distribution : M. J. Winkler Productions
  - Margaret J. Winkler (1922) (USA) (cinéma)
  - Bosko Video (USA) (Vidéocassette VHS puis DVD)
  - Lumivision (1997) (USA) (VHS puis DVD)
  - Video Yesteryear (USA) (VHS)
  - Kino International (2007)

- Pays de production : États-Unis
- Langue : anglais
- Format : noir et blanc  - 35 mm - 1,33:1 - Muet
- Durée : 7 minutes
- Dates de sortie : cinéma
  - États-Unis : 1er février 1922
  - puis ressorti le 1er mai 1972

## Autour du film
- Le dessin animé mélange de l'animation traditionnelle sur celluloïds et des prises de vue réelle filmées au stade Polo Grounds de l'Upper Manhattan de New York[2].
- En 2007, Kino International a tiré du cartoon une version de 7 minutes sonorisé avec une musique composée et jouée par le pianiste Ben Model sur un orgue de cinéma virtuel appelé « The Miditzer » (cette version est sous copyright)[1].